# Dracònids
Els dracònids, també coneguts de manera no oficial com a Giacobínids, són una pluja de meteors que té el seu origen en el cometa 21P/Giacobini-Zinner. Reben el nom per la constel·lació del Dragó, on tenen el seu radiant. La pluja de meteors té lloc anualment els primers dies d'octubre, amb un pic de màxima intensitat entre el 8 i el 10 d'octubre.
Els dracònids són observables durant les primeres hores del vespre, en zones amb el cel fosc i sense núvols o boira. Els meteors són observables des de qualsevol punt de l'hemisferi nord, al voltant de l'equador terrestre i fins a la latitud -10ºS.

## Causes
Els dracònids són causats per la col·lisió de la Terra amb material deixat pel cometa periòdic 21P/Giacobini-Zinner (per aquest motiu també s'anomenen Giacobínids). El cometa té una orbita de 6,5 anys que l'acosta periòdicament a prop de Júpiter. El cometa orbita el Sol un cop cada 6,5 anys tot deixant rastres de pols; quan la Terra col·lideix amb aquests rastres, es dona la pluja.

## Dracònids al llarg de la història
Els anys 1933 i 1946, els dracònids van tenir taxes horàries zenitals (THZ) de milers de meteors per hora, esdevenint una de les pluges de meteors més impressionants del segle XX; l'any 1933 van arribar a comptar-se 345 meteors per minut (THZ = 10.000). Quan la Terra es desplaça a través d'una part més densa del flux de meteors, es donen pics d'activitat (solen ser rars); per exemple: l'any 2011 va haver-hi un pic d'activitat i durant el 2012 un radar va detectar fins a 1000 meteors per hora.